# Michail Ignat'ev
Michail Borisovič Ignat'ev (in russo Михаил Борисович Игнатьев?, angl. Mikhail Ignatiev; Leningrado, 7 maggio 1985) è un ex ciclista su strada e pistard russo.
Su pista è stato oro olimpico nella corsa a punti ad Atene 2004 e bronzo olimpico nell'americana a Pechino 2008, mentre su strada tra gli Under-23 ha vinto l'oro mondiale a Madrid 2005 nella cronometro e l'argento mondiale sia a Salisburgo 2006 che a Stoccarda 2007 sempre a cronometro.

## Carriera
Ignat'ev ha iniziato la carriera ciclistica con la Lokomotiv. Nel 2002 e nel 2003 è stato campione del mondo juniores, mentre nel 2004 vinse ad Atene la medaglia d'oro nella corsa a punti dei Giochi della XXVIII Olimpiade. Nel 2005 conquistò a Madrid il titolo di campione del mondo su strada Under-23 vincendo la gara a cronometro maschile.
È professionista dal 2006, anno in cui firmò un contratto con la squadra ciclistica Tinkoff Restaurants. Il team gareggiava principalmente in Russia, ma Ignat'ev fu protagonista di buone prestazioni anche in alcune corse in Spagna a metà stagione, senza contare il secondo posto nel campionato del mondo su strada Under-23 a Salisburgo.
Nel 2007, dopo la trasformazione della Tinkoff Restaurants in Tinkoff Credit Systems, Ignat'ev si trasferì a Marina di Massa, dove tuttora risiede. Sempre in quell'anno, oltre a vincere alcune tappe di varie competizioni ciclistiche ed il Trofeo Laigueglia, giunse nuovamente secondo nel campionato del mondo su strada Under-23 a Stoccarda e terzo in quello su pista a Palma di Maiorca.
Nel 2008 partecipò ai Giochi della XXIX Olimpiade a Pechino, vincendo la medaglia di bronzo nell'americana, in coppia con Aleksej Markov. L'anno dopo, in seguito allo scioglimento della Tinkoff Credit Systems, passò al Team Katusha, mentre durante il 2010 trovò la vittoria nella sesta tappa della Tirreno-Adriatico, al termine di una lunga fuga e beffando Stefano Garzelli ed il campione del mondo Cadel Evans.

## Palmarès
- 2006

Clásica Memorial Txuma
Classifica generale Volta Ciclista Internacional a Lleida
- 2007

3ª tappa Tour Méditerranéen (Saint-Cannat > Marsiglia)
Trofeo Laigueglia
- 2010

6ª tappa Tirreno-Adriatico
- 2011

Campionati russi, Prova a cronometro

### Altri successi
- 2006

Classifica scalatori Cinturón Ciclista Internacional a Mallorca
Classifica giovani Cinturón Ciclista Internacional a Mallorca

## Piazzamenti

### Grandi Giri
- Giro d'Italia

2007: 128º
2008: 140º
2009: 167º
2010: 131º
2012: 143º
- Tour de France

2009: 140º
2011: 147º
- Vuelta a España

2008: 104º
2010: 148º
2012: 171º